# Gouvernement de Saint-Pétersbourg (depuis 1917)
Pour la subdivision administrative de l'Empire russe, voir Gouvernement de Saint-Pétersbourg (1721-1917).
Cet article traite du gouvernement de Saint-Pétersbourg, c'est-à-dire le gouvernement de l'administration de la ville de Saint-Pétersbourg, depuis la fin de l'Empire russe jusqu'à aujourd'hui.

## Chefs de gouvernement de Pétrograd/Léningrad enRSFSR

### Présidents du Comité exécutif
- 25 octobre 1917 – 11 décembre 1917 : Léon Trotski (1879–1940)
- 13 décembre 1917 – 12 juillet 1926 : Grigori Zinoviev (1883–1936)
- 12 juillet 1926 –  7 janvier 1930 :  Nikolaï Komarov    (1886–1937)
- avril 1930 – janvier 1937 : Ivan Kodatski (1893–1937)
- janvier 1937 – mars 1937 : Vassili Chestakov  (1891–1956)
- septembre 1937 – octobre 1938 : Alexeï Petrovski (1889–1939)
- octobre 1938 –  6 janvier 1939 : Alexeï Kossyguine (1904–1980)
- 6 janvier 1939 –  9 mars 1946 : Piotr Popkov (s.a.)
- 11 mars 1946 – 22 février 1949 : Piotr Lazoutine (1905–1949)
- 2 mars 1949 – juin 1954 : Piotr Ladanov (1904–1989)
- juin 1954 – 17 juin 1962 : Nikolaï Smirnov (1906–1962)
- juin 1962 – août 1966: Valeri Issaïev (mort en 1977)
- août 1966 – décembre 1972 : Alexandre Sizov (1913–1972)
- janvier 1973 – juin 1976 : Vassili Kazakov (né en 1927)
- juin 1976 – 26 avril 1983 : Lev Zaïkov (1923–2002)
- 26 avril 1983 – 23 mai 1990 : Vladimir Khodyrev (né en 1930)
- 23 mai 1990 – 12 juin 1991 : Alexandre Chtchelkanov (né en 1939)

### Maire
- juin 1991 – 25 décembre 1991 : Anatoli Sobtchak (1937–2000)

### Chefs de gouvernement de Léningrad/Saint-Pétersbourg après 1991

#### Maire
- 26 décembre 1991 – 5 juin 1996 : Anatoli Sobtchak (1937–2000)

#### Gouverneurs
- 5 juin 1996 – 16 juin 2003 : Vladimir Yakovlev     (né en 1944)
- 16 juin 2003 – 15 octobre 2003 : Alexandre Beglov (faisant fonction) (né en 1956)
- 15 octobre 2003 – 31 août 2011 : Valentina Matvienko (né en 1949)
- 31 août 2011 – octobre 2018 : Gueorgui Poltavtchenko (né en 1953)
- depuis le 3 octobre 2018 : Alexandre Beglov (né en 1956, par intérim puis élu en septembre 2019)